# 水神大橋

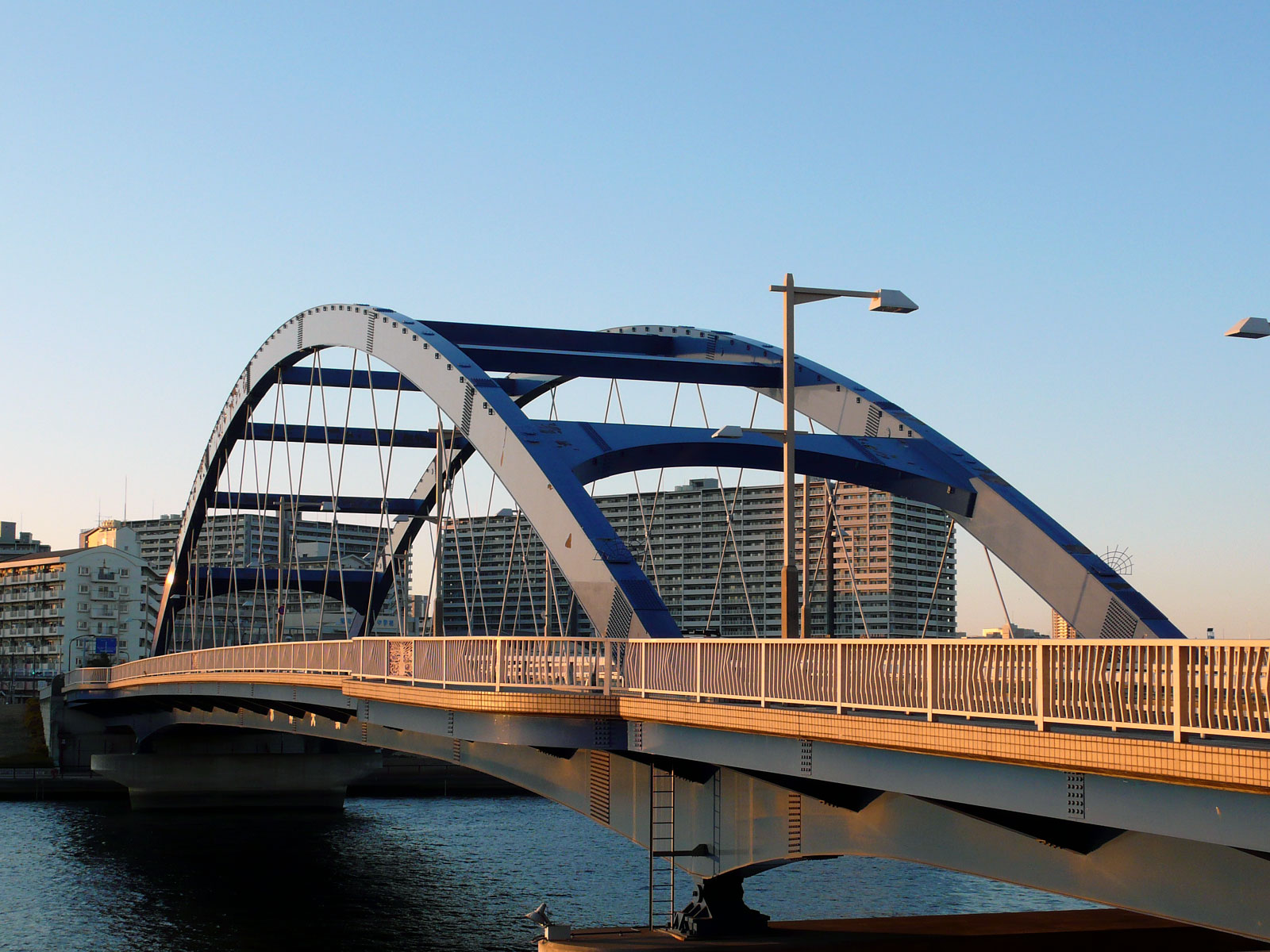
東京都墨田区から（2008年1月）

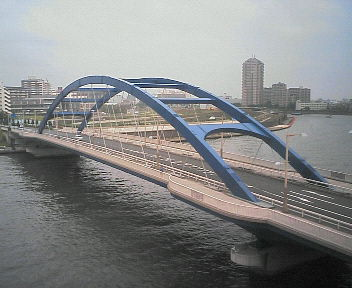
首都高速上より眺める水神大橋（2005年8月）

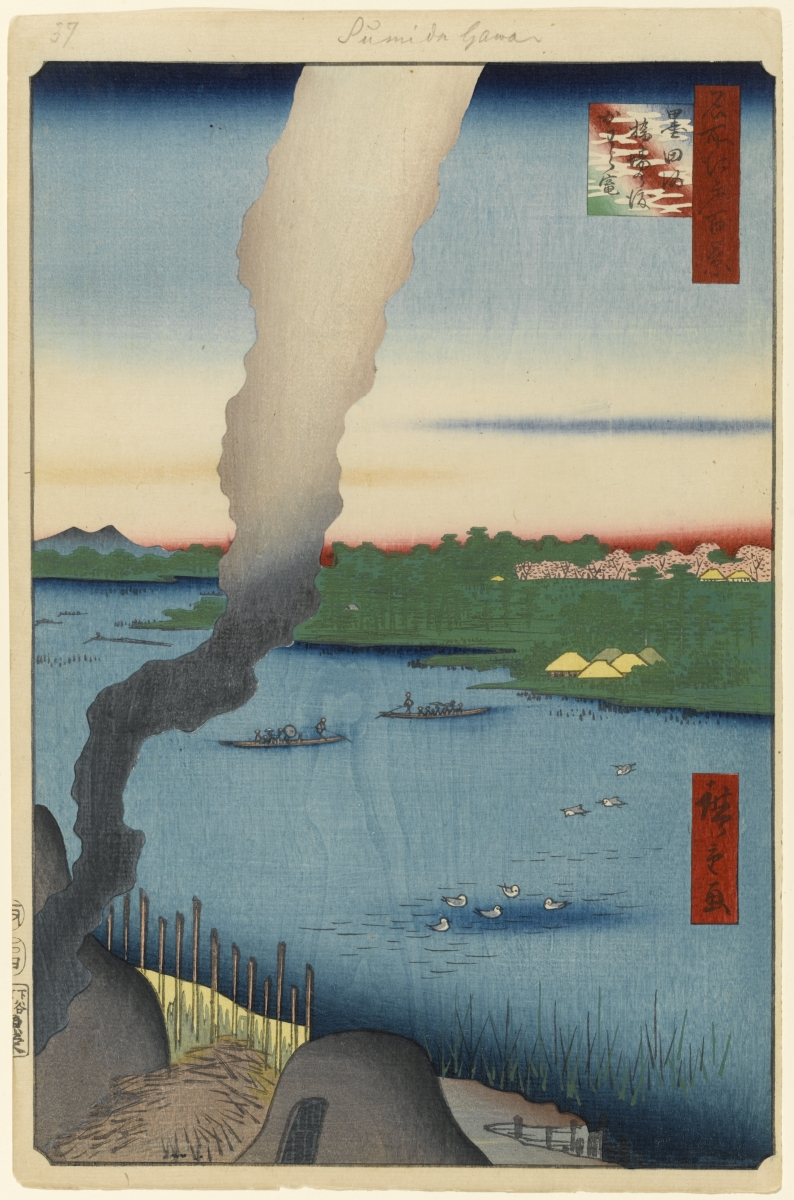
水神の渡し

水神大橋（すいじんおおはし）は、隅田川にかかる東京都道461号吾妻橋伊興町線支線の橋。西岸は荒川区南千住八丁目、東岸は墨田区堤通二丁目。橋名は東岸にある「隅田川神社（水神宮）」に因む。
創架は1989年（平成元年）3月。橋の組み立てを陸上で行い、橋桁を台船に乗せて干満の差を利用して橋脚に乗せるという方法を利用した。
付近の汐入公園、東白鬚公園は東京都の防災拠点として位置づけられており、そのため双方を繋ぐ連絡橋として千住汐入大橋と共に計画された。当初は歩行者専用橋で、接続する道路の整備が完了した1996年（平成8年）7月10日より自動車道路供用が開始された。
橋の東詰で、首都高速6号向島線堤通出入口に接続する。
もともと「水神の渡し」という渡船場があった場所でもある。

## 橋の概要
- 種別 - 鋼道路橋
- 形式 - 3径間連続ニールセンローゼ桁橋
- 橋長 - 157.0m
- 最大支間 - 102.0m
- 幅員 - 17.0m
- 着工 - 昭和59年（1984年）
- 竣工 - 平成元年（1989年）3月
- 事業主体 - 東京都
- 橋梁設計 - 東京エンジニアリング
- 橋桁製作 - 三菱重工業

## 路線バス
- 都営バス
  - 錦40 南千住駅東口 - 墨田二丁目 - 白鬚橋 - 東向島広小路 - とうきょうスカイツリー駅前 - 錦糸町駅前

## 隣の橋
- 隅田川

（上流） - 隅田川橋梁 - 千住汐入大橋 - 水神大橋 - 白鬚橋 - 桜橋 - （下流）
座標: 北緯35度44分10秒 東経139度48分51秒 / 北緯35.73611度 東経139.81417度